# Zielony socjalizm

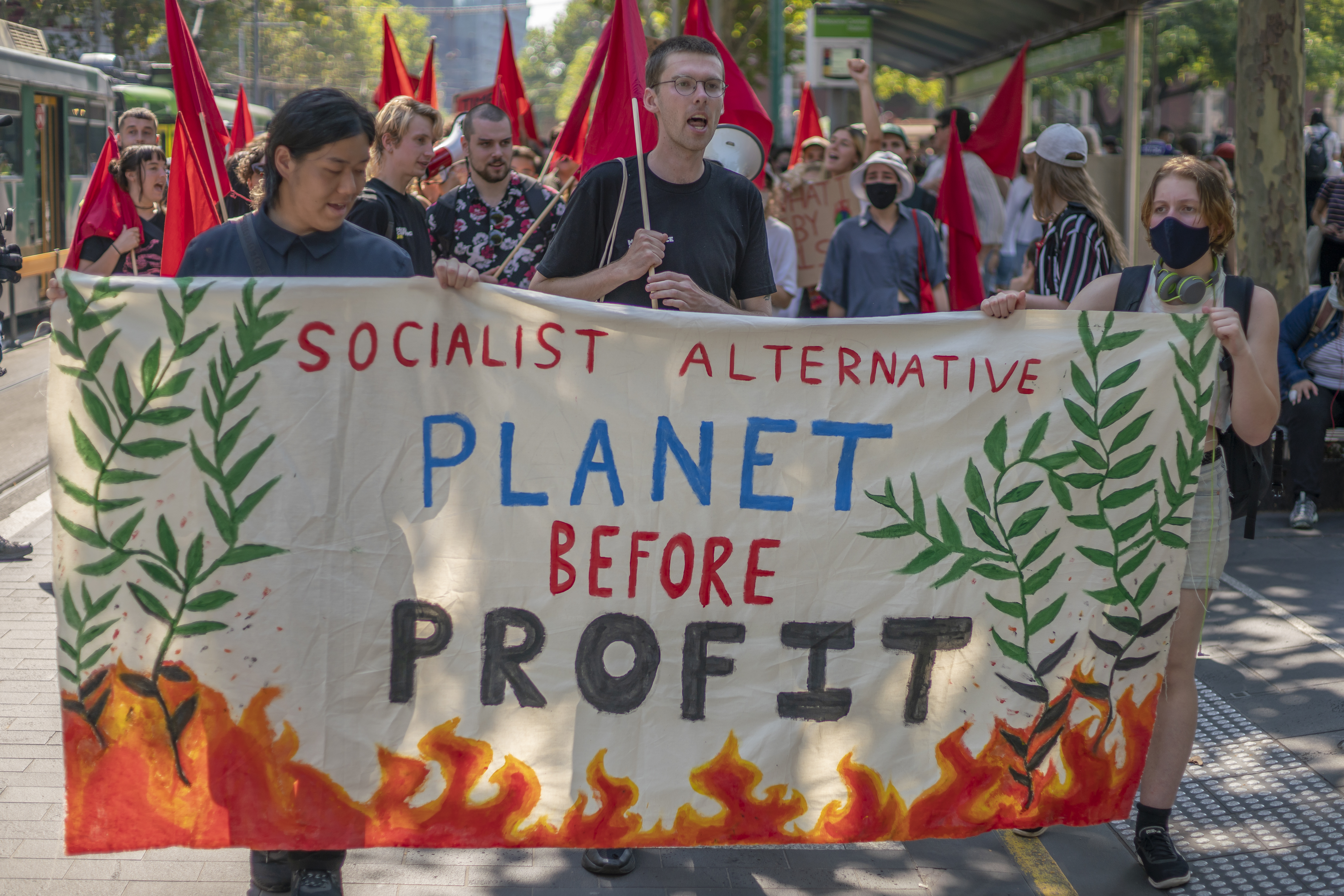
Uczestnicy Młodzieżowego Strajku Klimatycznego w Melbourne niosący baner trockistycznej partii Socialist Alternative

Zielony socjalizm, inaczej ekosocjalizm – ideologia łącząca elementy socjalizmu z zieloną polityką. Uznaje szkodliwość kapitalizmu dla środowiska jako systemu tworzącego zanieczyszczenie i nadmierny konsumeryzm.

## Historia
Pierwsze koncepcje ekosocjalistyczne zaczęły powstawać w Wielkiej Brytanii już w latach 80. i 90. XIX wieku w działalności poety Williama Morrisa. W trakcie rewolucji październikowej próby wszczepienia ekologicznie postępowych przekonań do partii bolszewickiej zakończyły się fiaskiem, czego efektem stała się sprzeczna z zasadami zrównoważonego rozwoju polityka przemysłowa w ZSRR, a następnie całym bloku wschodnim.
Na Zachodzie ekosocjalizm szedł w parze z feminizmem, zaś na globalnym Południu uznany został za ekologię dla ubogich. Ważnymi publikacjami stały się m.in. Ekosocjalizm: od głębokiej ideologii do sprawiedliwości społecznej z 1994 roku autorstwa Davida Peppera, oraz Manifest ekosocjalistyczny z 2001 roku Joela Kovela i Michaela Lowy'ego. Ideologia ekosocjalistyczna występuje w wielu partiach Zielonych na całym świecie, dominuje m.in. w Partii Zielonych Stanów Zjednoczonych. W Polsce nawiązuje do niej Polska Partia Socjalistyczna.

## Przekonania

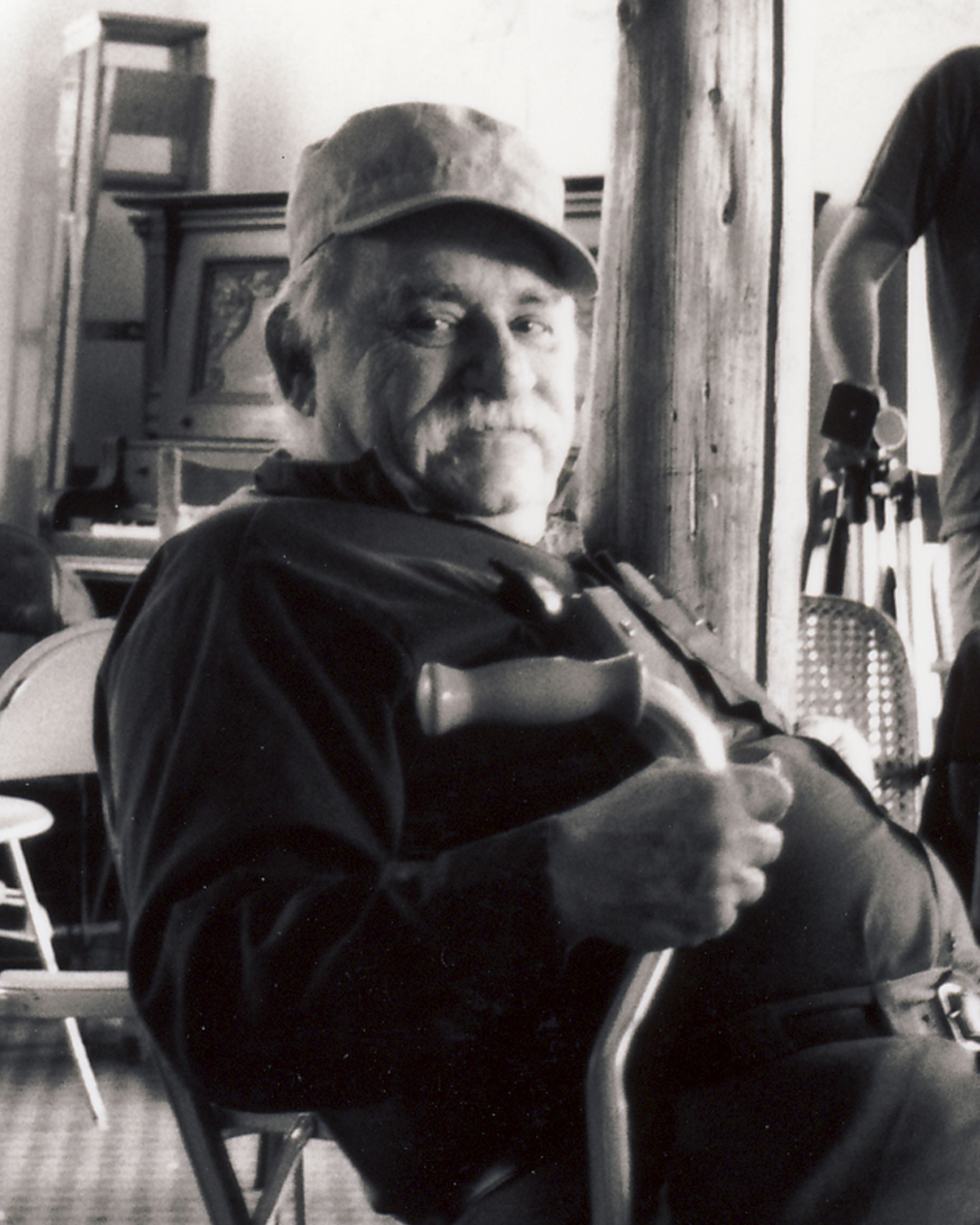
Murray Bookchin, twórca terminu wolnościowy municypalizm, był zielonym socjalistą

Łącząc ze sobą socjalizm, marksizm i ekologię, zieloni socjaliści uważają wielu w ruchu Zielonych za zbyt ugodowych względem aktualnego systemu społeczno-ekonomicznego. Są zdeklarowanymi alterglobalistami, uważającymi kapitalizm za przyczynę nierówności społecznych na skalę całej planety, przynoszący także zniszczenie środowiska naturalnego. Jako rozwiązanie pojawiają się pomysły np. samowystarczalnej produkcji rolnej na obszarach Trzeciego Świata. Nie widzą także sprzeczności między dążeniem do wyrównywania różnic majątkowych a zerowym przyrostem gospodarczym. Pojawia się także rozróżnienie (stosowane przez Ramachandra Guha i Joana Martinez-Aliera) na ekologię Północy, która jest według nich pozą bogatych mieszkańców tamtych obszarów, a ekologię Południa, gdzie kwestie ochrony środowiska bezpośrednio wpływają na ludzkie życie i zdrowie. Zwolennicy ekosocjalizmu z globalnej Północy odpowiadają, że zanieczyszczenia wody i powietrza wpływają także na ubogich mieszkańców tamtych regionów, co prowadzi do tego, że w USA Partia Zielonych znajduje często poparcie wśród działaczy związkowych.
Ekosocjaliści sprzeciwiają się traktowaniu wzrostu gospodarczego jako wskaźnika postępu. Nowe technologie według nich likwidują dawne problemy, jednocześnie tworząc nowe, czego przykładem jest energetyka atomowa. Joel Kovel uznaje, że kapitalizm chce rosnąć w nieskończoność, co jest niemożliwe w warunkach ograniczonych zasobów naturalnych planety. Są także przeciwni wielkim, ponadnarodowym korporacjom, które wykorzystują prace marnie opłacanych robotników dla maksymalizacji zysków. 
Jako alternatywę dla kapitalizmu proponuje się rozliczne rozwiązania, m.in. tworzenie komun, wzrost świadomości i oporu klas pracujących, np. poprzez odmowę wykonywania prac szkodliwych dla środowiska. Jednym z ważniejszych postulatów jest idea gwarantowanego dochodu podstawowego dla wszystkich obywateli, jako narzędzi wyrównania nierówności społecznych i zapobiegania wpływów automatyzacji i zmianom klimatycznym. Dla osiągnięcia tych celów Joel Kovel proponuje zakładanie partii ekosocjalistycznych albo wchodzenie osób o takich poglądach do tradycyjnych Zielonych i zdobywanie w ich zwiększonych wpływów (entryzm). Postulują wartości pacyfistyczne.